# Щербина Марія Володимирівна
Щербина Марія Володимирівна (11 грудня 1958, Харків) — українська вчена, доктор фізико-математичних наук (1997), член-кореспондент НАН України (2012).

## Навчання
Після закінчення фізико-математичного ліцею № 27 Харківський фізико-математичний ліцей № 27 переможниця математичних олімпіад М. Щербина в 1976 році вступила до Харківського державного університету, який закінчила в 1981 році за спеціальністю «Математика».
Почала навчатись в аспірантурі у Пастур Леонід Андрійович. У 1986 році вона захистила кандидатську дисертацію на тему «Деякі асимптотичні проблеми статистичної фізики». Після закінчення докторантури М.Щербина у Фізико-технічному інституті низьких температур імені Б. І. Вєркіна НАН України (Харків) у 1997 році захистила докторську дисертацію на тему: «Моделі середнього поля у статистичній фізиці та теорії випадкових матриць».

## Наукова діяльність
З 1981 року М. Щербина працює в Фізико-технічному інституті низьких температур (нині — Фізико-технічний інститут низьких температур імені Б. І. Вєркіна НАН України) в м. Харків. У 1983 році була призначена на посаду молодшого наукового співробітника. Потім з 1989 по 1991 рр. працювала науковим співробітником, а з 1991 по 2000 роки — старшим науковим співробітником. Ще три роки обіймала посаду провідний науковий співробітник.
У 2003 році М. Щербина була призначена завідувачем відділу статистичних методів математичної фізики Інституту фізики низьких температур.
Брала участь у багатьох конференціях та міжнародних конгресах у Парижі (1994), Берліні (1996), Римі (1999, 2001, 2002, 2003, 2004), Марселі (1998, 2002), Монреалі (2004)
У 2012 році була обрана член-кореспондентом НАН України за спеціальністю «Теорія ймовірностей».

### Головні напрямки досліджень
- теорія випадкових матриць, зокрема ермітови та дійсно-симетричні матричні моделі, унітарні матричні моделі, ансамблі сум та добутків випадкових матриць, ансамблі з незалежними елементами, ансамблі рідких випадкових матриць та випадкові графи;
- спектральна теорія диференційних та скінченно-різницевих операторів з випадковими та майже періодичними коефіцієнтами, зокрема обернені задачі теорії розсіювання для таких операторів;
- точно та асимптотично точно розв'язувані моделі взаємодіючих впорядкованих та невпорядкованих систем, зокрема фазові перетворення та методи обчислювання важливих відповідних фізичних характеристик.

## Нагороди
- Премія НАН України імені М. В. Остроградського за серію праць «Імовірнісні задачі на групах та в спектральній теорії» (2008). Лауреат Державної премії України в галузі науки і техніки (2018)

## Родина
Одружена, має двох дітей. Донька,Тетяна Щербина - математик, доцент Прінстонського университета. Син, Олексій Щербина - Заслужений вчитель України, викладач ХНУ ім. В.Н. Каразіна, тренує дітей до участі в міжнародніх математичних олімпіадах. https://www.univer.kharkov.ua/ru/general/univer_today/news?news_id=1626 [Архівовано 2 червня 2021 у Wayback Machine.]